# Liste des karsts et zones karstiques d'Italie
 (mars 2017).
Si vous disposez d'ouvrages ou d'articles de référence ou si vous connaissez des sites web de qualité traitant du thème abordé ici, merci de compléter l'article en donnant les références utiles à sa vérifiabilité et en les liant à la section « Notes et références ».

## Zones karstiques d'Italie

### Zones karstiques de l'Arc alpin

#### Zones karstiques des Alpes sud-occidentales

##### Alpes ligures
- Préalpes ligures (Province de Savone) :
  - (Riviera du Ponant) :
    - Montagne Pollupice : 
      - Promontoire de la Caprazzoppa : Arene Candide
      - , Cap Noli, karst d'Orco Feglino
      - , Île de Bergeggi et Île Gallinara

    - autres sites karstiques de la Riviera des palmiers : Mont Alto, Roche de la Fene...

  - autres sites karstiques des Préalpes ligures :
    - haute vallée du Tanaro
    - Riviera du Ponant

  - Marguareis-Mongioie (Province d'Imperia et Province de Coni) :
    - Pointe Marguareis
    - Prato Nevoso

##### Préalpes de Nice
- Balzi Rossi

##### Zones karstiques des Alpes du Mont Viso
- Brec de Chambeyron et val Maira
- haute vallée du Pô

#### Zones karstiques des Alpes nord-occidentales

##### Zones karstiques de la Haute-Vallée d'Aoste et des Alpes biellaises
- Valdigne : Vallon de La Thuile...
- haute vallée de la Doire baltée, Val de Rhêmes, Valgrisenche, Val d'Ayas, Valtournenche...

##### Zones karstiques des Préalpes lombardes occidentales
- zones karstiques de la Province de Côme :
  - Mont Generoso

#### Zones karstiques des Préalpes orientales méridionales

##### Zones karstiques des Alpes bergamasques
- Versant du val Camonica : rive occidentale de l'Oglio...

##### Zones karstiques des Alpes Rhétiques méridionales
- Massif de l'Ortles : parc national du Stelvio
- Massif de Brenta

##### Zones karstiques des Préalpes brescianes et gardesanes
- zones karstiques des Préalpes brescianes - province de Brescia
- zones karstiques des Montagnes autour du lac de Garde : Monte Baldo...

##### Zones karstiques des Dolomites et Val Isarco
- Vallée de l'Isarco : Alpe de Villandro(it)...
- Dolomites de Sesto, de Braies et d'Ampezzo(it) :
  - Dolomites de Braies (parc naturel Fanes - Sennes et Braies)
  - Dolomites d'Ampezzo(it) : Tofane...
  - Dolomites orientales de Badia(it) : Sasso di Sainta-Croce(it)...
- Dolomites de Feltre et des Tables de Saint-Martin(it)
- Dolomites de Gardena(it) : Alpe de Siusi...
- Dolomites méridionales de Zoldo(it) : groupe du Schiara(it)...
- Altopiano du Tesino(it) : Grotte de Castello-Tesino(it)...
- Alpes de Fiemme (excepté le Lagorai)

##### Préalpes vénètes
- Préalpes vicentines
- Valsugana
- Massif du Grappa,  Cansiglio, Piancavallo

##### Alpes et Préalpes juliennes - Préalpes carniques
- Alpes et Préalpes juliennes(it) :
  - Alpes juliennes : Kanin (réseau karstique du Col-Lopic(it))...
  - Préalpes juliennes(it) (Parc des Préalpes juliennes(it)) : San Giovanni d'Antro(it), Grotte de Villanova(it)...
- Préalpes carniques (Parc des Dolomites frioulanes(it)) : 
  - Val Cosa(it) : Grottes vertes de Pradis(it)...
  - Val d'Arzino(it), Val Tramontina(it), Valcellina(it)...

#### Carso
- Golfe de Trieste : Grotta Gigante, Réserve de la falaise de Duino(it), Grotte de Boriano (it), Grotte noire (it), Grotte de l'Ours (it), Abîme de Trebiciano(it)...
- autres sites karstiques du Carso : exsurgence de la Reka, Réserve de la doline de Doberdo(it), Val Rosandra (it)...

### Zones karstiques septentrionales de la Péninsule italienne

#### Zones karstiques de l'Apennin ligure
- Val Polcevera

#### Zones karstiques des Apennins tosco-émiliens

##### Zones karstiques de l'Apennin bolonais
- Gessi Bolognesi e Calanchi dell'Abbadessa...

#### Zones karstiques des Apennins tosco-romagnols

##### Apennin forlian et Apennin césenan
- Mont Falterona

##### Apennin riminien et Apennin imolan
- Alpe della Luna
- Mont Carpegna

#### Zones karstiques du Subapennin et de l'Anti-Apennin toscans

##### Zones karstiques du Subapennin toscan
- Alpes apuanes : Antro del Corchia, Buca del muschio, Grotta del vento...
- Mont Pisano

##### Zones karstiques de l'Anti-Apennin toscan
- karst de la Valdinievole

### Zones karstiques médianes de la Péninsule italienne

#### Zones karstiques de l'Apennin ombro-marchesan
- Parc national des Monts Sibyllins : Monts Sibyllins, Plateaux de Castelluccio
- Grottes de Frasassi
- Mont Cucco, Mont Conero, Mont Subasio, Monts Martani, Mont Catria

#### Zones karstiques de l'Apennin abruzzain
- Gran Sasso (Campo Imperatore)
- Majella
- Poljé du Fucin,

#### Zones karstiques du Subapennin et de l'Anti-Apennin du Latium

##### Zones karstiques du Subapennin du Latium
- Monts Simbruins (exsurgence de Trevi nel Lazio)
- Monts Tiburtins, Monts Prénestiens

##### Zones karstiques de l'Anti-Apennin du Latium
- Mont Soracte
- Monts Lépins
- Mont Circé : Grotte Guattari

### Zones karstiques du Mezzogiorno

#### Zones karstiques de l'Apennin et de l'Anti-Apennin samnites
- Matese(it) : Mont Mutria(it), Forre del Titerno(it), Morgia Sant'Angelo(it), Grotte de Saint-Michel(it)...
- Monts Trebulani(it) et Dauno(it)

#### Zones karstiques de l'Apennin et de l'Anti-Apennin campaniens

##### Zones karstiques de l'Anti-Apennin campanien
- Monts Lattari : 
  - Péninsule de Sorrente : Côte amalfitaine (Cap-Conca dont la Grotte du Smeraldo(it)), Aire naturelle Baia di Ieranto...
  - Capri : Grotte bleue, Arco naturale, Faraglioni di Capri, Grotte des Felci...
- Mont Massico(it) et Monts Trebulani(it)

#### Zones karstiques de l'Apennin et du Subapennin lucaniens

##### Zones karstiques de l'Apennin lucanien
- Comprensorio Sellata-Volturino-Viggiano e Monti della Maddalena(it) (Dolomites lucaniennes(it))
- Serra di Castrocucco(it) : Marina di Maratea(it) (Grotta di Marina di Maratea(it))
- Massif du Pollino(it), Monts d'Orsomarso(it) et Piano di Novacco(it) : Parc national du Pollino (dont la Gole del Raganello(it) et la Grotte de Saint-Angelo(it))
- Monts Li-Foj(it), Massif du Sirino(it), Monts Alpi(it), Monts de la Spina-Zaccana(it), Valle del Mercure(it)...

##### Zones karstiques du Subapennin lucanien
- Monts Alburni : Grotte de Castelcivita(it), Grotte de Pertosa(it),Grotte de l'Angelo(it), Grottes du Zachito(it)...
- Palinuro, Mont Stella du Cilento(it), Cervati...

#### Zones karstiques de l'Apennin calabrais
- Mont Stella de Calabre(it) (Santa Maria della Stella(it))
- Mont Consolino(it) (Grotte de Saint-Angelo(it))
- Mont Cocuzzo(it), Mont Mammicomito(it), Vallata dello Stilaro Allaro (it)...

#### Zones karstiques des Pouilles

##### Anti-Apennin apulo-garganien
- Gargano : 
  - Mont Devio(it) (Grotte de l'Angelo(it))
  - Mont Chauve(it) et Parc national du Gargano : doline de Pozzatina(it), Mont Sacro(it), Grava di Campolato(it), Grotte Paglicci(it), Mattinata(it), Vieste(it), Îles Tremiti...
- Murgia : doline d'Altamura(it), Gravina in Puglia(it), Gravine di Matera,  Gravina di Castellaneta(it), Grave della Ferratella(it), Grave di Faraualla(it), doline de Molfetta, Grottes de Castellana, Grotte de Curtomartino(it), Grotte Cuoco(it), Grottes de l'Impalata(it), Grotte de Putignano(it), Grotte de Saint-Michel(it)...
- Soglia messapica(it) : Mont Fellone(it) (Grotte du Mont Fellone(it)), Grotte de Montescotano(it), Grottes de Montevicoli(it)...

##### Autres zones karstiques des Pouilles
- Dauno(it)
- Tavoliere delle Puglie : Gravina di Laterza(it), Grotte de Putignano(it), Grotte de Facciasquata(it)...
- Salente : 
  - Serre salentine(it), Torre Sant'Andrea(it) (stacks), Marina Serra(it)...
  - Parc de la Côte d'Otrante, de Sainte-Marie de Leuca et de Bosco-de-Tricase(it) : Cap-Leuca(it), Cap d'Otrante, Grotte des cerfs(it), Grotte Romanelli(it), Grotte Zinzulusa (it)...

#### Zones karstiques de Sicile

##### Zones karstiques de l'Apennin sicilien
- Madonies, Parc naturel régional des Madonie : Pizzo Carbonara)...
- Monts de Palerme(it) : Réserve naturelle du Monte Pellegrino (Grotte de l'Addaura), Réserve naturelle de Capo Gallo...
- Nébrodes (Parc des Nébrodes(it)) : Roche du Crasto(it) (Grotte du Lauro(it)), Mont San-Fratello(it) (Grotte de San-Teodoro(it))...

##### Autres zones karstiques de Sicile
- zones karstiques de la Province de Trapani : 
  - Réserve naturelle du Zingaro : Fraglioni de Scopello (stacks), Grotte de l'Uzzo(it)...
  - Réserve Bosco-d'Alcamo(it), Cap San-Vito(it), Mont Inici(it), Mont Monaco(it), Réserve des monts Cofano, Erice et Sparagio(it), karst de San-Bartolomeo(it)...
  - Îles Égades : Grotte du Génois(it)...
- zones karstiques des Monts Sicanes : Grotte de Saint-Angelo-Muxaro(it), Grotte d'Entella (it), Réserve du Mont-Cammarata(it), Réserve des Monts Palazzo-Adriano et de la vallée du Sosio(it),  Réserve de Bosco-della-Ficuzza, Rocca-Busambra, Bosco-del-Cappelliere et des Gorges du Dragon(it) (Rocca Busambra(it))...
- zones karstiques des Monts Hybléens : Monts Climiti(it) (Grotte du Ventaglio(it)), Pantalica(it), Vallée de l'Anapo et du Torrent Cava-Grande(it), Cavagrande du Cassibile(it), Cava d'Ispica(it), Cava del Rivettazzo(it), Cap-Passero(it) (Grotta Calafarina(it))...
- Monts Héréens : lac endoréique de Pergusa...

### Îles karstiques italiennes significatives
(excepté la Sicile)

#### Zones karstiques de Sardaigne

##### Supramonte
- Supramonte d'Orgosolo : canyon de Gorropu(it), doline de Su-Suercone(it)...
- Supramonte d'Oliena(it) : exsurgence de Su-Gologone(it), canyon de Badde Pentumas(it), Grotte de Sa-Oche(it)...
- Supramonte d'Urzulei(it) : canyon du Flumineddu(it)...

- Supramonte de Dorgali(it) :  
  - Cala Gonone(it) (Grottes du Bue Marino)
  - Mont Bardia(it), Cala Luna(it), Grotte d'Ispinigoli(it)...
- Supramonte de Baunei(it) : 
  - Cala Mariolu (Grotte du Fico(it))
  - Cala Goloritzé (stack et arche naturelle)
  - ponor de Su-Sterru(it), Cala Sisine, stack de Perda-Longa(it)...

##### Tacchi du Gennargentu
- Mont Tisiddu(it) : Grotte de Su-Marmuri(it), Cascade de Lequarci(it)...
- Mont Perda-Liana(it), Scala di San Giorgio di Osini(it), Texile d'Aritzo(it)...

##### Zones karstiques de la Province de Sassari
- Riviéra du corail(it) :
  - Aire naturelle du Cap-Caccia et de l'Île Piana(it) : Cap Caccia (Grottes de Neptune, Grotte de Nereo(it)), Île Piana(it), Île de Foradada(it)...
  - Parc de Porto-Conte(it) : Pointe Giglio(it) (Grotte des cerfs(it), Grotte des Fantasmes(it)...)...
- autres sites karstiques de la Province de Sassari : Grotte de Monte-Majore(it), Grotte de l'Enfer(it), Grotte de Mammuscone(it), Grotte de Nurighe(it)...

##### Autres zones karstiques de Sardaigne
- Monts du Sulcis(it) : stack de Massua, Grotte d'Is-Zuddas(it), Grottes de Saint-Jean(it), Grotte de Su-Mannau(it)...
- sites karstiques de l'Anglona(it) : Grotte de Conchi(it)...

#### Autres îles karstiques italiennes
- Capri : Grotte bleue, Arco naturale, Faraglioni di Capri, Grotte des Felci...
- Îles Tremiti
- Îles Pélages
- Îles Égades
- Île de Bergeggi et Île Gallinara